# Welcome to the Club
Welcome to the Club ist ein Song des deutschen Hands-up-DJs Manian. Der Song erschien am 11. Dezember 2009 als digitale Download-Single und ist die neunte Singleveröffentlichung von Manians Soloprojekt. Welcome to the Club ist auf dem gleichnamigen im Sommer 2010 erschienenen Album Welcome to the Club zu finden. Betitelt als Welcome to the Club 2011 erschien 2011 ein Remix-Paket, bevor der Song 2018 überarbeitet und als Welcome to the Club (Reloaded) wiederveröffentlicht wurde.

## Hintergrund
Welcome to the Club wurde von Yann Pfeifer, Manuel Reuter und Tony Cornelissen geschrieben und komponiert. Pfeifer und Reuter übernahmen ebenfalls die Produktion und die Veröffentlichung über ihr eigenes Musiklabel Zooland Records. Die Sänger des Liedes wurde weder als offizielles Feature angegeben, noch in den Mitwirkenden genannt. Im Musikvideo tritt Yanou als Sänger und Tony T., der damaligen Sänger von Manians Projekt R.I.O., als Rapper auf.

## Musikvideo
Das offizielle Musikvideo wurde am 19. Januar 2009 auf YouTube von Kontor Records hochgeladen. Es dauert 3:20 Minuten. Der Regisseur war Dirk Hilger. Es beginnt mit ein paar jungen Frauen die aus einem Auto steigen und in eine Bar gehen. Hinter der Theke steht ein Mann, der die passenden Mundbewegungen zur Musik macht. Man hört das Klavier und den Kontrabass, der von Tony T. gespielt wird. Dann sieht man Manian, wie er sich an der schlafenden Security vorbei schleicht. Er geht auf die zweite Etage, schließt sein Mischpult an und passend zur Musik beginnt der Beat und die Synthie-Musik. Durch den starken Bass fliegen den Menschen die dort sitzen, Zettel und Gläser weg. Dann kommt der Mann von der Security, der anscheinend von der lauten Musik aufgewacht ist, reißt ihm die Kopfhörer vom Kopf und zieht den Stecker. Alles ist wieder still aber verwüstet. Kaputte Gläser und umgeworfene Stühle liegen auf dem Boden. Während die Security die Teenager, die dachten,  hier würde eine Fete gefeiert, versucht draußen zu halten, kommt Manian erneut unentdeckt an ihm vorbei, startet erneut seinen Song und die Security wird von der Menschenmenge zur Seite geschoben. Alle Tische, Stühle, Gläser und sonstiges wird umgeworfen. Tony T., der vorher den Kontrabass spielte, zieht sein Jackett aus, läuft zu Manian und rappt seinen Part. Während sich die Bar zu einer riesigen Disko verwandelt hat sitzen die Männer von der Security an der Bar, trinken etwas und sagen passend zur Musik „Jump“. Es endet mit einem Schnitt auf die Schallplatte des Songs, die genau zum Ende des Songs aufhört, sich zu drehen. Das Video wurde innerhalb von drei Jahren rund 7.000.000 mal aufgerufen und hat inzwischen über 11.000.000 Aufrufe.

## Neuveröffentlichungen

### Welcome to the Club 2011
Am 15. April 2011 erschien ein Remix-Paket mit dem Titel Welcome to the Club 2011. In diesem waren fünf neue Remixe enthalten, vier davon jeweils als Radio Edit und als Extended Version. DJ Gollum produzierte darüber hinaus das Mashup Welcome to the UK, das aus den Lieder Welcome to the Club und Ravers in the UK von Manian bestand.

### Welcome to the Club (Reloaded)
Am 25. Mai 2018 wurde das Lied als Welcome to the Club (Reloaded) in neu abgemischter Version veröffentlicht. Für das Remake wurde ebenfalls ein neues Musikvideo gedreht.

## Titelliste
- digitale Single

1. Welcome to the Club (Video Mix) – 3:12
2. Welcome to the Club (Original Mix) – 4:46
3. Welcome to the Club (Bootleg Radio Edit) – 3:52
4. Welcome to the Club (Bootleg Mix) – 5:24
5. Welcome to the Club (Discotronic Radio Edit) – 3:58
6. Welcome to the Club (Discotronic Remix) – 5:39
7. Welcome to the Club (DJ Gollum Radio Edit) – 3:29
8. Welcome to the Club (DJ Gollum Remix) – 5:22
9. Welcome to the Club (Bassfreakerz Mix) – 5:53
10. Welcome to the Club (Hypasonic Remix) – 3:28
11. Welcome to the Club (DJ Drop In&Out Mix) – 3:33
12. Welcome to the Club (Caramba Traxx Short Remix) – 3:50
13. Welcome to the Club (Caramba Traxx Extended Remix) – 5:45

- Welcome To The Club 2011

1. Welcome to the Club 2011 (Crystal Lake Radio Edit) – 3:16
2. Welcome to the Club 2011 (Partytrooperz Radio Edit) – 3:19
3. Welcome to the Club 2011 (CT Jump Radio Edit) – 3:48
4. Welcome to the Club 2011 (Dancefloor Kings Radio Edit) – 4:03
5. Welcome to the Club 2011 (Crystal Lake Remix) – 4:46
6. Welcome to the Club 2011 (Partytrooperz Remix) – 5:00
7. Welcome to the Club 2011 (CT Jump Remix) – 5:44
8. Welcome to the Club 2011 (Dancefloor Kings Remix) – 5:38
9. Welcome to the Club 2011 (Darren Styles Remix) – 4:42
10. Welcome to the UK (DJ Gollum Mash-Up Mix) – 5:37

- Welcome To The Club (Reloaded)

1. Welcome to the Club (Reloaded) – 2:57

- Welcome To The Club (Da Mayh3m Remix)

1. Welcome to the Club (Da Mayh3m Remix) – 3:44

- Welcome To The Club (Kyanu & DJ Gollum Remix)

1. Welcome to the Club (Kyanu & DJ Gollum Remix) – 3:01

## Chartplatzierungen
Welcome to the Club erreichte in Österreich die Top 40. Im Vereinigten Königreich war er auch für eine Woche in den Charts auf dem 89. Platz zu finden.
| ChartsChartplatzierungen     | Höchstplatzierung | Wochen |
| ---------------------------- | ----------------- | ------ |
| Österreich (Ö3)              | 39 (6 Wo.)        | 6      |
| Vereinigtes Königreich (OCC) | 89 (1 Wo.)        | 1      |